# Oh! Pleasant Hope
Oh! Pleasant Hope (Oh! Agradable Esperanza) es el sexto álbum de estudio de Blue Cheer, y al igual que el álbum homónimo de 1969, estuvo fundamentalmente compuesto por temas de folk rock con la única excepción de la destacable canción "I'm The Light", la cual sería el último exponente de rock psicodélico hecho por la banda antes de abandonar el género musical para siempre.
Oh! Pleasant Hope supondría un fracaso en ventas que provocarían la disolución de la banda apenas un año después a pesar de contar con la mencionada "I'm The Light" y también "Money Troubles", terminando además con la relación entre la banda y la disquera Philips Records, los cuales habían estado distribuyendo sus discos desde Vincebus Eruptum.
Después de este fracaso, Blue Cheer se mantuvo inactivo la mayor parte de los años siguientes, reuniéndose sólo durante un par de breves momentos a lo largo de los 70 pero sin lograr lanzar al mercado ningún material nuevo pese a haber conseguido grabar en 1979 la maqueta de lo que debería haberse convertido en el álbum sucesor de Oh! Pleasant Hope, 7, pero sin lograr encontrar una disquera dispuesta a publicarlo a pesar de que con dicho trabajo Dickie Peterson pretendía enmendar el error que se había gestado desde New! Improved!, por lo que él y su banda debieron esperar un total de 13 años para lograr un nuevo lanzamiento, el de The Beast Is Back en 1984.
Al igual que con The Original Human Being, el disco no contó con ningún cover y la participación creativa de Dickie Peterson fue muy escasa en comparación con sus primeros (y también futuros) trabajos con la agrupación, con sólo un tema compuesto y tres temas cantados por él, siendo nuevamente Gary Lee Yoder la principal fuerza creativa y protagónica durante esta etapa.

## Listado de canciones

### Lado A
| N.º   | Título           | Escritor(es)                        | Duración |  |
| 1.    | «Hiway Man»      | G. L. Yoder, G. R. Grelecki, Mayell | 4:20     |  |
| 2.    | «Believer»       | G. L. Yoder, G. R. Grelecki         | 3:55     |  |
| 3.    | «Money Troubles» | Dr. Richard Peddicord               | 4:04     |  |
| 4.    | «Traveling Man»  | G. L. Yoder, G. R. Grelecki         | 3:08     |  |
| 15:27 |                  |                                     |          |  |

### Lado B
| N.º   | Título                | Escritor(es)          | Duración |  |
| 5.    | «Oh! Pleasant Hope»   | Dr. Richard Peddicord | 2:37     |  |
| 6.    | «I'm The Light»       | Housman, Mayell       | 5:43     |  |
| 7.    | «Ecological Blues»    | Norman Mayell         | 2:23     |  |
| 8.    | «Lester The Arrester» | Ralph Burns Kellogg   | 3:09     |  |
| 9.    | «Heart Full Of Soul»  | Dickie Peterson       | 4:38     |  |
| 18:30 |                       |                       |          |  |

## Personal
- Gary Lee Yoder – Guitarra acústica, guitarra eléctrica, arpa, vocalista principal (temas 1-6)
- Dickie Peterson – Bajo eléctrico, vocalista principal (temas 7-9)
- Norman Mayell – Batería, guitarra eléctrica, sitar
- Ralph Burns Kellogg – Órgano, piano, sintetizador, sampler

## Otros créditos
Músicos invitados
- Bob Gurland - Trompeta bucal
- Kent Housman - Dobro, coros
- Cynthia Jobse - Arpa
- Jim Keylor - Bajo
- Douglas Killmer - Bajo
- Jack May - Guitarra
- Dehner Patten - Guitarra
- Dr. Richard Peddicord - Guitarra, coros
- Ronald Stallings - Saxofón

Arte y diseño
- John Craig
- Des Strobel